# Anna Kozlova
Anna Kozlova (russisch Анна Козлова ‚Anna Koslowa‘; * 30. Dezember 1972 in Leningrad, Russische SFSR, Sowjetunion) ist eine ehemalige russisch-US-amerikanische Synchronschwimmerin.

## Erfolge
Anna Kozlova trat zunächst für ihr Geburtsland, die Sowjetunion, an und gewann ihre ersten internationalen Medaillen bei den Europameisterschaften 1991 in Athen. Mit Olga Sedakowa gelang ihr im Duett ebenso der Titelgewinn wie mit der sowjetischen Mannschaft. Bei den Olympischen Spielen 1992 in Barcelona ging Kozlova für das Vereinte Team in zwei Wettbewerben an den Start. Im Solo schied sie in der Vorrunde aus, während sie mit Sedakowa im Duett als Vierte knappe einen Medaillengewinn verpasste. Nach dem Zerfall der Sowjetunion nahm Kozlova an den Europameisterschaften 1993 in Sheffield unter russischer Flagge teil. Erneut gewann sie die Wettbewerbe im Duett mit Olga Sedakowa und mit der Mannschaft.
Im Januar 1993 trainierten Kozlova und Sedakowa auf Basis eines zeitlich begrenzten Visums in den Vereinigten Staaten. Dort lebten sie bei den Eltern von Becky Dyroen-Lancer und trainierten mit dieser und Suzannah Bianco. Im August 1993 reiste Kozlova als Gast von Biancos Hochzeit erneut in die Staaten und blieb erneut bei Dyroens Eltern in der Absicht, eine Green Card zu erhalten. In den nächsten Jahren war sie von internationalen Wettkämpfen ausgeschlossen, trainierte jedoch bei den Santa Clara Aquamaids unter Aufsicht der damaligen US-amerikanischen Nationaltrainerin Chris Carver mit. Bereits allein aufgrund ihrer Trainingsleistungen galt Kozlova für Carver und ihre künftigen Mannschaftskolleginnen als sichere Kandidatin für einen Platz in der Nationalmannschaft. Am 7. Oktober 1999 erhielt Kozlova schließlich die US-amerikanische Staatsbürgerschaft.
Kozlova gehörte daraufhin auch zum US-amerikanischen Kader bei den Olympischen Spielen 2000 in Sydney. Im Duett trat sie dabei mit Tuesday Middaugh an und zog als Vierte der Qualifikation ins Finale ein. Dort wiederholten sie diese Platzierung und blieben damit knapp ohne Medaillengewinn. Den Mannschaftswettbewerb schlossen die US-Amerikanerinnen mit 96,104 Punkten auf dem fünften Platz ab. Für die Vereinigten Staaten gewann Kozlova bei den Panamerikanischen Spielen 2003 in Santo Domingo mit Gold in der Mannschaftskonkurrenz ihre erste internationale Medaille. Die US-Amerikanerinnen verwiesen dabei Kanada auf Rang zwei und Brasilien auf Rang drei. Darüber hinaus schloss Kozlova den Wettkampf im Duett an der Seite von Alison Bartosik ebenfalls auf dem ersten Platz ab. Im selben Jahr gelangen ihr mit der US-Mannschaft zwei weitere Medaillengewinne bei den Weltmeisterschaften in Barcelona. Im Mannschaftswettbewerb sicherten sich die US-Amerikanerinnen Bronze und in der Kombination Silber.
Bei den Olympischen Spielen 2004 in Athen trat Kozlova erneut in zwei Konkurrenzen an, darunter im Duett mit Alison Bartosik. Sie erzielten im Finale 48,584 Punkte und gewannen als Drittplatzierte die Bronzemedaille. Olympiasiegerinnen wurden die beiden Russinnen Anastassija Dawydowa und Anastassija Jermakowa, die 49,917 Punkte erhielten, vor Miya Tachibana und Miho Takeda aus Japan, die mit 49,417 Punkten Silber gewannen. In der Mannschaftskonkurrenz belegte die US-amerikanische Équipe, zu der neben Kozlova und Bartosik noch Tamara Crow, Erin Dobratz, Rebecca Jasontek, Sara Lowe, Lauren McFall, Stephanie Nesbitt und Kendra Zanotto gehörten, ebenfalls den Bronzerang. Sie erhielten mit 97,667 Punkten genau einen Punkt weniger als die zweitplatzierten Japanerinnen und zwei Punkte weniger als die siegreichen Russinnen. Die Spiele waren Kozlovas letzter internationaler Wettkampf.